# شهرستان تامای غربی

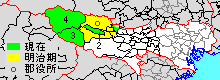
نقشهٔ شهرستان تامای غربی که با سبز پررنگ مشخص شده‌است. رنگ سبز کم رنگ چهار بخش تامای غربی را که اکنون از نظر اداری مجزا هستند، نشان می‌دهد.

شهرستان تامای غربی (به ژاپنی: 西多摩郡 Nishitama-gun) یکی از شهرستان‌های توکیو پایتخت ژاپن است.
این بخش ۳۷۵٬۹۶ کیلومتر مربع مساحت دارد. این بخش شامل سه شهرستان و یک روستا است:
- میزوهو
- هینوده
- اوکوتاما
- هینوهارا (روستا)

چهار بخش اومه، فوسا، آکیرونو، هامورا در گذشته جزئی از تامای غربی بودند اما در حال حاضر از نظر تقسیم‌بندی اداری از تامای غربی مجزا هستند اما باید توجه داشت که از نظر تقسیم‌بندی جغرافیایی تامای غربی هشت بخش دارد و چهار بخش ذکر شده نیز، جزئی از بخش تامای غربی محسوب می‌شوند.